# Key (computerspelbedrijf)
Key is een Japanse computerspelontwikkelaar die zich richt tot het maken van visuele romans. Ze staan bekend om hun dramatische verhaallijnen. 
Het bedrijf werd opgericht op 21 juli 1998 als een merknaam voor de uitgever Visual Arts. Medeoprichter Jun Maeda is een belangrijk figuur binnen het bedrijf. Hij heeft bijgedragen aan het plannen, het scenario en de muziekcompositie in de meeste werken van Key.

## Geschiedenis
De eerste werknemers van Key waren leden van het computerspelbedrijf Nexton, onder de dochterondernemer Tactics. Wegens mengingsverschillen tussen leden van Tactics en en het personeel in Nexton, tijdens de productie van het hun volgende spel, besloot een grootdeel het bedrijf te verlaten voor meer vrijheid in het ontwikkelen van hun spel.
Itaru Hinoue, die al in Visual Arts heeft gewerkt, introduceerde voormalig leden van Tactics aan de bestuursvoorzitter van Visual Arts, Takahiro Baba.  Baba gaf de ontwikkelaars de vrijheden die ze wilden voor hun nieuw spel te ontwikkelen en richtte een nieuw merk op met de naam Azurite (アズライト). Jun Maeda was niet tevreden met de gekozen naam en wilde iets dat beter zou passen met het imago van het merk. Hij kwam de naam Key tegen op een bord voor een muziekwinkel onderweg naar zijn werk en vond de naam mooi. De naam Key werd bepaald door middel van een meerderheidstemming. Kanon werd uitgebracht op 4 juni 1999 in de vorm van een eroge, al waren de erotische scènes tot een minimum behouden. Een jaar later op 8 september 2000 kwam hun tweede spel Air uit, ook als een eroge en had een vergelijkbaar verhaal met Kanon.
Hun derde spel, Clannad, was verglijkbaar met hun vorige spellen maar had geen erotische scènes. Oorspronkelijk ging het spel uitkomen in 2002, maar werd uitgesteld naar 28 april 2004. Op 29 november 2004 kwam het kortste spel van Key uit Planetarian, ook zonder erotische elementen. Planetarian heeft een linear verhaal, het is een visuele roman zonder beslissingsmoment. Tomoyo After: It's a Wonderful Life is een spin-off van Clannad dat uitgebracht werd op 25 november 2005. Het is een eroge dat dient als een epiloog voor de scenario van Tomoyo Sakagami. Het zesde spel, Little Busters!, kwam uit op 27 juli 2007 zonder erotische scènes maar een eroge-vesie kwam uit op 25 juli 2008 onder de naam Little Busters! Ecstasy.
Voor het vieren van tienjaar bestaan, hield Key en Visual Arts een tweedaagse evenement, Key 10th Memorial Fes, tussen 28 februari en 1 maart 2009. Key werkte samen met animatiestudio P.A. Works en het bedrijf Aniplex voor het produceren van de animeserie Angel Beats! dat uitgezonde werd in 2010 van april tot juni. Een spin-off van Little Busters! kwam uit op 25 juni 2010 onder de naam Kud Wafter. Het is een eroge waar het personage Kudryavka Noumi centraal staat. Rewrite, het negende spel van het bedrijf, werd uitgebracht op 24 juni 2011, en de opvolger, Rewrite Harvest festa!, kwam uit op 27 juli 2011. Voor het vieren van vijftienjaar bestaan kwam een visuele romanversie uit van Angel Beats! onder de naam Angel Beats! 1st Beat op 26 juli 2015. Een tweede samenwerking tussen Key,  P.A. Works en Aniplex, gebeurde voor het produceren van de animeserie Charlotte die in 2015 tussen juli en september werd uitgezonden. In 2016 kwam Harmonia uit. De Engelse versie werd gepubliceerd op 23 september, voordat de Japanse versie werd uitgebracht op 29 december. Op 29 juni 2018 kwam Summer Pockets uit, met een vernieuwde versie op 26 juni 2020 onder de naam Summer Pockets Reflection Blue. Key werkte voor een derde keer samen met P.A. Works en Aniplex voor het produceren van Kami-sama ni Natta Hi (神様になった日), uitgezonde van oktober tot december, in 2020.
In oktober 2020 kondigde Key aan dat ze drie visuele romans met linaire verhaallijnen zullen uitbrengen: Loopers, Lunaria: Virtualized Moonchild, en Tsui no Stella. Loopers werd uitgebracht op 28 mei 2021, Lunaria: Virtualized Moonchild op 24 december 2021 en Tsui no Stella op 30 september 2022. De animeserie Prima Doll werd uitgezonde van juli tot september 2022. Op 3 september 2021 werd Planterian Ultimate Edition uitgebracht, wat ook een prequel, Planetarian: Snow Globe, bevat. Key werkte samen met de computerspelontwikkelaar Wright Flyer Studios voor het produceren van Heaven Burns Red, een computerrollenspel uitgebracht voor IOS en Android op 10 februari 2022. Een vier deelse visuele romanserie van Prime Doll begon met het eerste deel dat op 28 april 2023 uitkwam. Het tweede deel kwam uit 31 mei 2024.

## Computerspellen
| 1999 | Kanon                                     |
| 2000 | Air                                       |
| 2004 | Clannad                                   |
| 2004 | Planetarian                               |
| 2005 | Tomoyo After: It's a Wonderful Life       |
| 2007 | Little Busters!                           |
| 2008 | Little Busters! Ecstasy                   |
| 2010 | Kud Wafter                                |
| 2011 | Rewrite                                   |
| 2012 | Rewrite Harvest festa!                    |
| 2015 | Angel Beats! 1st Beat                     |
| 2016 | Harmonia                                  |
| 2018 | Summer Pockets                            |
| 2020 | Summer Pockets Reflection Blue            |
| 2021 | Loopers                                   |
| 2021 | Planetarian: Snow Globe                   |
| 2021 | Lunaria: Virtualized Moonchild            |
| 2022 | Tsui no Stella                            |
| 2023 | Prima Doll: Fuyuzora Hanabi / Sekka Monyō |
| 2024 | Prima Doll: Mumei Tenrei                  |